# Bob Glanzer
Robert E. Glanzer, dit Bob Glanzer, est un homme politique américain né le 13 septembre 1945 et mort le 3 avril 2020 à Sioux Falls. 

## Biographie
Républicain, Bob Glanzer est membre de la Chambre des représentants du Dakota du Sud de 2017 à sa mort, due à la maladie à coronavirus 2019.